# Phoma sclerotioides
Phoma sclerotioides är en lavart som beskrevs av Preuss ex Sacc. 1892. Phoma sclerotioides ingår i släktet Phoma, ordningen Pleosporales, klassen Dothideomycetes, divisionen sporsäcksvampar och riket svampar.   Inga underarter finns listade i Catalogue of Life.